# Piano campione

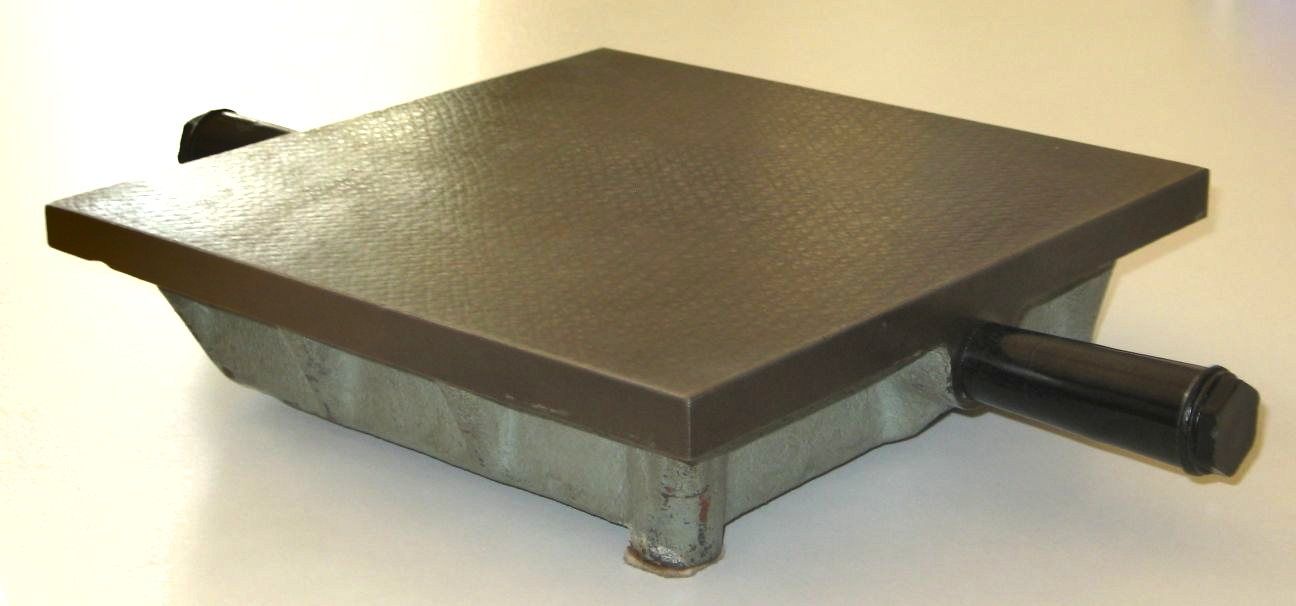
Un piano campione.

Il piano campione (chiamato anche piano di riferimento o piano di riscontro) è un banchetto la cui superficie superiore è stata finemente lavorata, fino al punto che quest'ultima possa essere considerata perfettamente piana. Questo pertanto, più che uno strumento di misura, è da considerarsi come un puro strumento campione.
Le dimensioni di questi strumenti possono andare da superfici di 20x20 cm fino ad 1x1 m. Più raramente, e per usi particolari, possono essere realizzati piani campione di diversi metri quadrati (ad esempio a corredo di macchine per la misura a coordinate).

## Costituzione
I piani campioni sono costituiti da una spessa piastra (detta tavola) in ghisa o in pietra, sorretta da un'incastellatura provvista di nervature di irrigidimento, a sua volta poggiante su dei piedini.
I piedini sono spesso regolabili in altezza (tramite un accoppiamento filettato) per poter mettere in piano lo strumento e adattarlo alle sconnessioni del ripiano d'appoggio.
L'operazione di mettere in piano (o in bolla) consiste nel regolare il piano della tavola perfettamente ortogonale alla forza di gravità, e dunque parallelo alla superficie teorica della terra. Per questa operazione si fa uso di una livella.
Normalmente, i piedini possono essere in numero di 3 o 4:
- tre piedini permettono allo strumento di trovare all'istante un appoggio stabile, a patto che si lavori al centro della tavola;
- quattro piedini richiedono di essere preventivamente regolati, ma di seguito si può lavorare su tutta la superficie della tavola senza che questa traballi.

Raramente, e solo su tavole di grande superficie, si richiede un numero maggiore di piedini d'appoggio.

### Tavole in ghisa
Le tavole in ghisa si creano per fusione diretta su stampi, poi vengono piallate per ottenerne la forma grezza.
Dopo la piallatura la tavola viene lasciata stagionare per circa un anno (se il procedimento d'invecchiamento è naturale). Questa operazione risulta necessaria in quanto il pezzo appena fuso presenta delle tensioni interne che, nel tempo, deformano la tavola. La stagionatura permette alle tensioni di scaricarsi deformando la tavola ancora grezza, e ottenere del materiale stabile, prima della definitiva lavorazione superficiale. Oggi i tempi vengono velocizzati, facendo subire alla tavola ancora grezza dei cicli di trattamento termico di rinvenimento.
Dopo la stagionatura la superficie superiore della tavola verrà messa in piano tramite una fresatura e finita tramite una raschiettatura.
Normalmente i piani in ghisa sono realizzati con un'accuratezza (sulla planarità) di +/- 0,01 mm.
Si possono ottenere piani estremamente precisi eseguendo un'ulteriore operazione di lapidellatura sulla superficie della tavola; in questo modo si possono ottenere errori sulla planarità di qualche micron (millesimo di millimetro). Precisioni maggiori non sono ottenibili, in quanto limitati dalla stabilità termica e di forma del materiale.

### Tavole in pietra
Le tavole in pietra si ottengono per lapidellatura fine di lastre in granito o diabase, precedentemente tagliate a misura. In questo modo si possono ottenere piani con errori sulla planarità di 1-2 micron.
Queste tavole sono di più complessa realizzazione, ma pur essendo più costose, la pietra presenta diversi vantaggi rispetto alla ghisa:
- rimane stabile nel tempo;
- non subisce significative deformazioni al variare della temperatura ambientale;
- non subisce l'ossidazione.

## Uso
Il principale utilizzo dei piani campione è quello di fornire un piano di riferimento che possa essere considerato virtualmente perfetto. Su di esso vengono poi montati (o semplicemente appoggiati) gli strumenti di misura veri e propri, e l'oggetto di misura.
Un utilizzo tradizionale, diffuso nelle officine meccaniche, è l'azzurramento, che consiste nella verifica veloce della planarità di una superficie, utilizzando la superficie della tavola come campione:
- sulla tavola viene disteso un leggero strato di inchiostro (tipicamente Blu di Prussia);
- viene poggiata la superficie da verificare sulla tavola;
- sollevando la superficie da esaminare, le aree a quota più elevata (e che sono entrate in diretto contatto con la tavola) vengono evidenziate dalla colorazione blu.

La presenza d'uniformità nella colorazione, è indice di planarità, al contrario se le aree colorate sono poche e concentrate, è indice che la superficie presenta grossi errori di planarità.
Questo metodo presenta il vantaggio di indicare chiaramente e intuitivamente le aree a quota più elevata della superficie in esame.
Prima di usare lo strumento, porre attenzione nella pulizia del piano, sia per evitare che materiale estraneo falsi le misure, sia perché facendo scorrere un oggetto sul piano, eventuali sfridi potrebbero rovinarne la superficie.